# League of Ireland 2021
Die League of Ireland 2021 (offiziell: SSE Airtricity League Premier Division nach dem Ligasponsor Airtricity) war die 101. Spielzeit der höchsten irischen Fußballliga. Aufgrund der COVID-19-Lage wurde sie verspätet am 19. März 2021 eröffnet. Letzter Spieltag war der 19. November 2021.
Meister wurde Titelverteidiger Shamrock Rovers, die ihren 19. Meistertitel errangen.

## Modus
Alle Mannschaften spielten an insgesamt 36 Spieltagen jeweils viermal gegeneinander um die Meisterschaft. Das Team auf dem letzten Platz stieg direkt ab, das Team auf dem vorletzten Rang spielte in der Relegation gegen den Abstieg.

## Vereine
| Verein                | Wappen                | Stadt      | Stadion                          | Kapazität |
| --------------------- | --------------------- | ---------- | -------------------------------- | --------- |
| Bohemians Dublin      | Bohemians Dublin      | Dublin     | Dalymount Park                   | 7.955     |
| Derry City            | Derry City            | Derry      | Brandywell Stadium               | 7.700     |
| Drogheda United       | Drogheda United       | Drogheda   | United Park                      | 3.500     |
| Dundalk FC            | Dundalk FC            | Dundalk    | Oriel Park                       | 6.000     |
| Finn Harps            | Finn Harps            | Ballybofey | Finn Park                        | 7.500     |
| Longford Town         | Longford Town         | Longford   | Bishopsgate                      | 5.097     |
| Shamrock Rovers       | Shamrock Rovers       | Dublin     | Tallaght Stadium                 | 5.947     |
| Sligo Rovers          | Sligo Rovers          | Sligo      | The Showgrounds                  | 5.500     |
| St Patrick’s Athletic | St Patrick’s Athletic | Dublin     | Richmond Park                    | 5.340     |
| Waterford FC          | Waterford United      | Waterford  | Waterford Regional Sports Centre | 5.000     |

## Abschlusstabelle
| Pl.             | Verein                | Sp. | S  | U  | N  | Tore    | Diff. | Punkte |
| --------------- | --------------------- | --- | -- | -- | -- | ------- | ----- | ------ |
| 1.              | Shamrock Rovers (M)   | 36  | 24 | 6  | 6  | 059:280 | +31   | 78     |
| 2.              | St Patrick’s Athletic | 36  | 18 | 8  | 10 | 056:420 | +14   | 62     |
| 3.              | Sligo Rovers          | 36  | 16 | 9  | 11 | 043:320 | +11   | 57     |
| 4.              | Derry City            | 36  | 14 | 12 | 10 | 049:420 | +7    | 54     |
| 5.              | Bohemians Dublin      | 36  | 14 | 10 | 12 | 060:460 | +14   | 52     |
| 6.              | Dundalk FC (P)        | 36  | 13 | 9  | 14 | 044:460 | −2    | 48     |
| 7.              | Drogheda United (N)   | 36  | 12 | 8  | 16 | 045:430 | +2    | 44     |
| 8.              | Finn Harps            | 36  | 11 | 11 | 14 | 044:520 | −8    | 44     |
| 9.              | Waterford FC          | 36  | 12 | 6  | 18 | 036:560 | −20   | 42     |
| 10.             | Longford Town (N)     | 36  | 2  | 9  | 25 | 022:710 | −49   | 15     |
| Stand: Endstand |                       |     |    |    |    |         |       |        |

Platzierungskriterien: 1. Punkte – 2. Tordifferenz – 3. geschossene Tore

| (M) | amtierender irischer Meister          |
| (P) | amtierender irischer Pokalsieger      |
| (N) | Neu/Aufsteiger aus der First Division |

## Kreuztabelle
| Hinrunde (Runden 1–18) | Hinrunde (Runden 1–18) | Hinrunde (Runden 1–18) | Hinrunde (Runden 1–18) | Hinrunde (Runden 1–18) | Hinrunde (Runden 1–18) | Hinrunde (Runden 1–18) | Hinrunde (Runden 1–18) | Hinrunde (Runden 1–18) | Hinrunde (Runden 1–18) | 2021                  | Rückrunde (Runden 19–36) | Rückrunde (Runden 19–36) | Rückrunde (Runden 19–36) | Rückrunde (Runden 19–36) | Rückrunde (Runden 19–36) | Rückrunde (Runden 19–36) | Rückrunde (Runden 19–36) | Rückrunde (Runden 19–36) | Rückrunde (Runden 19–36) | Rückrunde (Runden 19–36) |
| Bohemians Dublin       | Derry City             | Drogheda United        | Dundalk FC             | Finn Harps             | Longford Town          | Shamrock Rovers        | Sligo Rovers           | St Patrick’s Athletic  | Waterford FC           | Verein                | Bohemians Dublin         | Derry City               | Drogheda United          | Dundalk FC               | Finn Harps               | Longford Town            | Shamrock Rovers          | Sligo Rovers             | St Patrick’s Athletic    | Waterford FC             |
| ---------------------- | ---------------------- | ---------------------- | ---------------------- | ---------------------- | ---------------------- | ---------------------- | ---------------------- | ---------------------- | ---------------------- | --------------------- | ------------------------ | ------------------------ | ------------------------ | ------------------------ | ------------------------ | ------------------------ | ------------------------ | ------------------------ | ------------------------ | ------------------------ |
|                        | 1:2                    | 5:0                    | 5:1                    | 4:0                    | 2:2                    | 1:0                    | 1:3                    | 0:1                    | 3:0                    | Bohemians Dublin      |                          | 3:3                      | 2:1                      | 1:1                      | 1:2                      | 1:1                      | 3:1                      | 1:0                      | 3:1                      | 1:2                      |
| 1:1                    |                        | 1:1                    | 1:1                    | 1:2                    | 1:1                    | 0:2                    | 1:1                    | 2:2                    | 1:2                    | Derry City            | 1:1                      |                          | 3:0                      | 1:0                      | 2:2                      | 3:0                      | 2:4                      | 2:0                      | 1:0                      | 2:0                      |
| 1:1                    | 1:2                    |                        | 0:1                    | 1:1                    | 4:1                    | 0:1                    | 1:1                    | 3:1                    | 1:0                    | Drogheda United       | 3:2                      | 1:0                      |                          | 0:1                      | 3:1                      | 2:0                      | 0:1                      | 0:0                      | 0:1                      | 1:2                      |
| 0:1                    | 2:1                    | 2:1                    |                        | 1:2                    | 1:1                    | 2:1                    | 0:1                    | 1:1                    | 1:3                    | Dundalk FC            | 2:1                      | 1:2                      | 1:2                      |                          | 1:0                      | 2:0                      | 1:0                      | 4:1                      | 1:4                      | 1:0                      |
| 1:0                    | 1:2                    | 0:1                    | 1:1                    |                        | 1:1                    | 0:2                    | 1:2                    | 0:2                    | 2:1                    | Finn Harps            | 1:2                      | 1:1                      | 0:0                      | 2:2                      |                          | 5:0                      | 2:1                      | 2:2                      | 3:1                      | 0:1                      |
| 0:2                    | 2:0                    | 0:4                    | 2:2                    | 0:0                    |                        | 0:1                    | 0:1                    | 1:3                    | 1:2                    | Longford Town         | 1:4                      | 0:2                      | 1:1                      | 1:0                      | 0:3                      |                          | 0:1                      | 0:1                      | 1:4                      | 1:1                      |
| 2:1                    | 1:1                    | 1:1                    | 2:1                    | 1:1                    | 2:1                    |                        | 0:1                    | 1:1                    | 3:0                    | Shamrock Rovers       | 1:1                      | 2:1                      | 2:1                      | 3:1                      | 3:0                      | 1:0                      |                          | 2:0                      | 3:1                      | 2:0                      |
| 4:0                    | 0:1                    | 1:2                    | 1:1                    | 1:0                    | 2:0                    | 1:1                    |                        | 1:1                    | 3:0 1                  | Sligo Rovers          | 1:1                      | 1:2                      | 2:0                      | 2:1                      | 0:1                      | 1:0                      | 0:1                      |                          | 2:0                      | 1:1                      |
| 2:1                    | 2:0                    | 2:1                    | 0:2                    | 4:1                    | 3:0                    | 1:2                    | 2:0                    |                        | 1:0                    | St Patrick’s Athletic | 2:2                      | 1:0                      | 2:0                      | 1:0                      | 2:2                      | 3:2                      | 0:1                      | 0:3                      |                          | 2:1                      |
| 0:1                    | 0:1                    | 0:7                    | 0:3                    | 1:2                    | 1:0                    | 1:4                    | 1:2                    | 1:1                    |                        | Waterford FC          | 1:0                      | 2:2                      | 1:0                      | 1:1                      | 4:1                      | 4:1                      | 1:3                      | 1:0                      | 0:0                      |                          |

## Relegation
|              | Ergebnis |                               |
| ------------ | -------- | ----------------------------- |
| Waterford FC | 1:2      | University College Dublin AFC |

UC Dublin stieg damit auf.

## Torschützenliste
| Pl. | Name            | Mannschaft            | Tore |
| --- | --------------- | --------------------- | ---- |
| 1.  | Georgie Kelly   | Bohemians Dublin      | 21   |
| 2.  | Daniel Mandroiu | Shamrock Rovers       | 15   |
| 3.  | Mark Doyle      | Drogheda United       | 13   |
| 4.  | Patrick Hoban   | Dundalk FC            | 12   |
| 5.  | Matthew Smith   | St Patrick’s Athletic | 11   |
| 5.  | Johnny Kenny    | Sligo Rovers          | 11   |
| 5.  | Graham Burke    | Shamrock Rovers       | 11   |
| 8.  | John Martin     | Waterford FC          | 10   |
| 8.  | Tunde Owolabi   | Finn Harps            | 10   |
| 10. | Chris Lyons     | Drogheda United       | 9    |
| 10. | Liam Burt       | Bohemians Dublin      | 9    |